# غواصة يو-2 (ألمانيا)
يو-2 هي غواصة ألمانية من فئة اليو بوت صنعتها الإمبراطورية الألمانية لصالح البحرية الإمبراطورية الألمانية. بنيت نسخة وحيدة من هذه الغواصة من قبل شركة كايزرليش فيرفت بمدينة غدانسك في في 4 مارس 1906. تم تشغيلها في 18 يونيو 1908، وشغلتها البحرية الإمبراطورية الألمانية في 18 يوليو 1908. لم تقم بأية دوريات حربية وأمضت الحرب العالمية الأولى كمنصة تدريب. بعد استسلام ألمانيا ، تم الاستيلاء عليها في 19 فبراير 1919 وبيعت إلى هيجو ستينس في 3 فبراير 1920.